# Shriners International
Shriners International, és una organització sense ànim de lucre, anteriorment coneguda com l'Antiga Orde Àrab dels Nobles del Santuari Místic, establerta el 1870 com un cos auxiliar de la francmaçoneria. L'organització és ben coneguda pels Hospitals Shriners per a Nens que l'orde administra, i pels fes de color vermell que llueixen els seus membres.

## Història

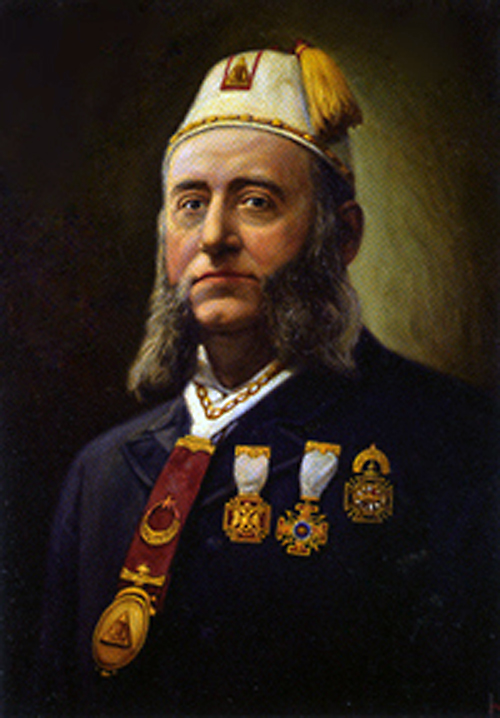
Walter Millard Fleming

El 1870 hi havia milers de maçons a Manhattan, molts d'ells desdejunaven a un local anomenat Knickerbocker Cottage, a una taula especial situada al segon pis. Va ser allí on va sorgir el projecte de fundar una fraternitat benèfica que il·lusionés als maçons, el metge Walter M. Fleming i l'actor William J. Florence donaren suport al projecte i ho van dur a terme.
William J. Florence, era un actor de renom mundial, que es trobava de gira a Marsella quan va ser convidat a una festa organitzada per un diplomàtic àrab. L'esdeveniment era una espècie de comèdia musical, en acabar la funció teatral, els convidats a la festa van esdevenir membres d'una societat secreta. Florence va prendre nombroses notes i va elaborar uns dibuixos sobre el seu ritual d'iniciació, i va fer el mateix en dues ocasions mes, una a Alger i una altra al Caire. Quan va tornar a Nova York el 1870 li va mostrar el seu material a Fleming.

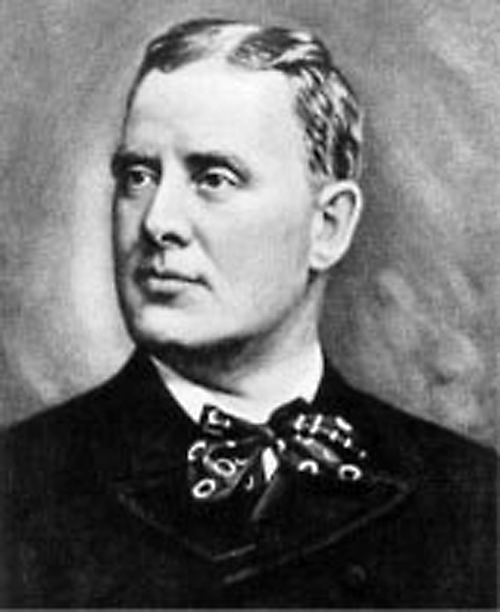
William Florence.

Fleming va prendre les idees proporcionades per Florence i les va convertir en el que vindria a ser la "Antiga Orde Àrab dels Nobles del Santuari Místic" en anglès Ancient Arabic Order of the Nobles of the Mystic Shrine, A.A.O.N.M.S.). Fleming va crear el ritual, l'emblema i les vestimentes. Florence i Fleming van ser iniciats el 13 d'agost de 1870, i van iniciar onze homes el dia 16 de juny de 1871.
El grup va adoptar uns rituals i unes vestimentes que tenen el seu origen a Orient Mitjà, i els seus llocs de reunió es deien temples, encara que la paraula més tard es va canviar per centre Shriner. El primer temple establert pels Shriners va ser Mecca (avui conegut com a Mecca Shriners), que va ser establert ql Lògia maçònica de la ciutat de Nova York el 26 de setembre de 1872. Fleming va ser el primer potentat.
El 1875, hi havia solament 43 Shriners en l'organització. En un esforç per ampliar el nombre de membres, va ser creat el Gran Consell de l'Antiga Orde Àrab dels Nobles del Santuari Místic, el 6 de juny de 1876, durant una reunió al temple Mecca. Walter Millard Fleming va ser nomenat Primer Potentat Imperial.
El 1878 hi havia 425 membres, repartits en 13 temples a vuit estats dels EUA, i el 1888 hi havia 7.210 membres repartits en 48 temples als Estats Units i al Canadà. Durant la reunió imperial que va tenir lloc a Washington DC, el 1900, l'orde tenia 55.000 membres, i aquesta comptava amb 82 temples. El 1938 l'orde tenia 340.000 membres als Estats Units.

## Integrants

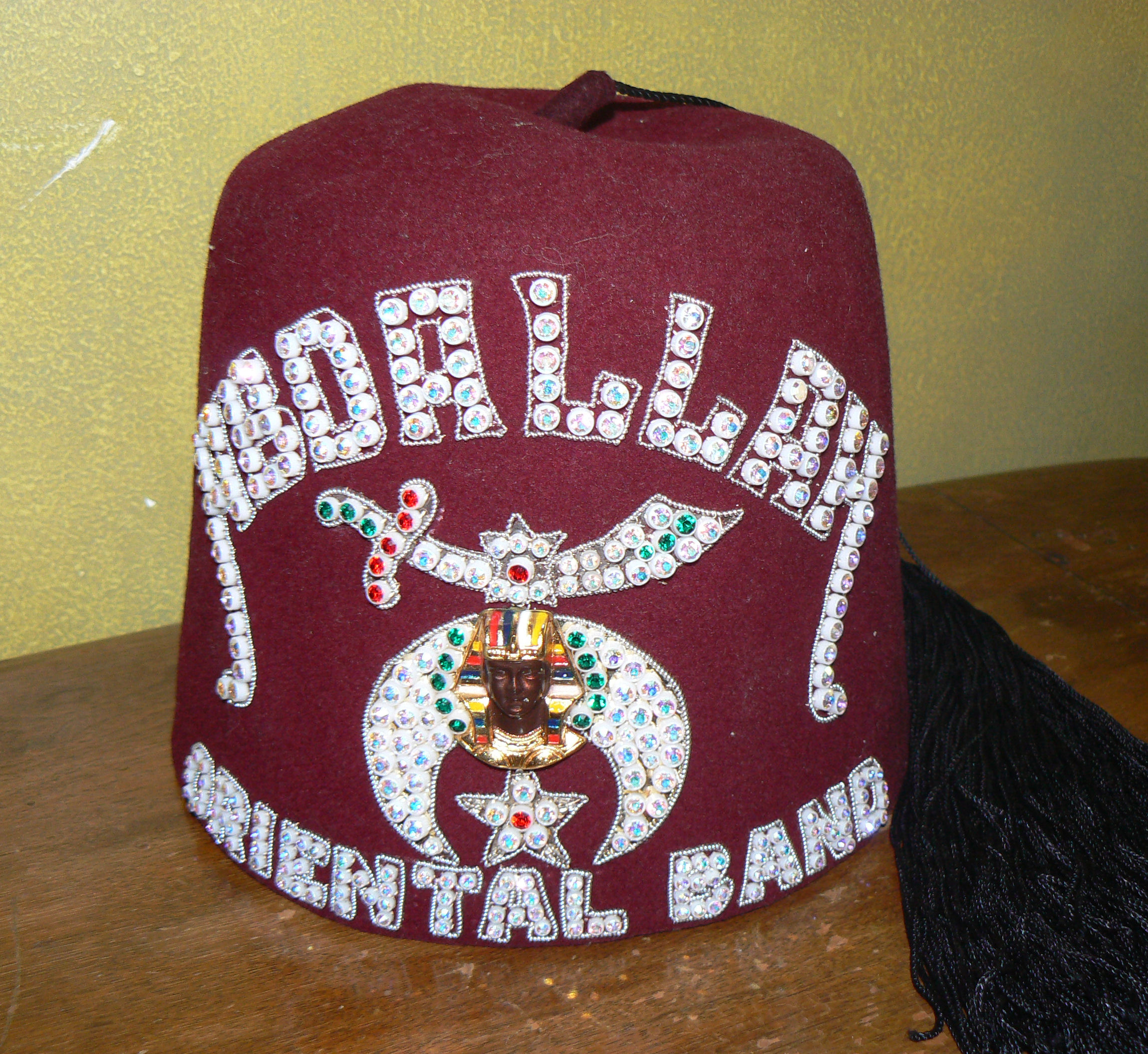
Fes que porten els Shriners.

Els Shriners són una fraternitat maçònica masculina, tots els Shriners han de ser maçons i han de creure en l'existència d'un Ésser Suprem. Abans de l'any 2000, per formar part dels Shriners, una persona havia de completar la seva formació en el Ritu Escocès i aconseguir el grau maçònic 33, però després d'aquesta data, qualsevol mestre maçó del Ritu Escocès o del Ritu York, pot formar part de l'orde.

### Ordes femenins
Encara que hi ha moltes activitats pels Shriners i les seves esposes, hi ha tres organitzacions femenines aliades amb els Shriners, i que admeten solament dones: el Ladies Oriental Shrine, les Filles del Nil i l'associació Shrine Guilds of America. Aquestes organitzacions donen suport als Hospitals Shriners per a Nens.

#### Filles del Nil

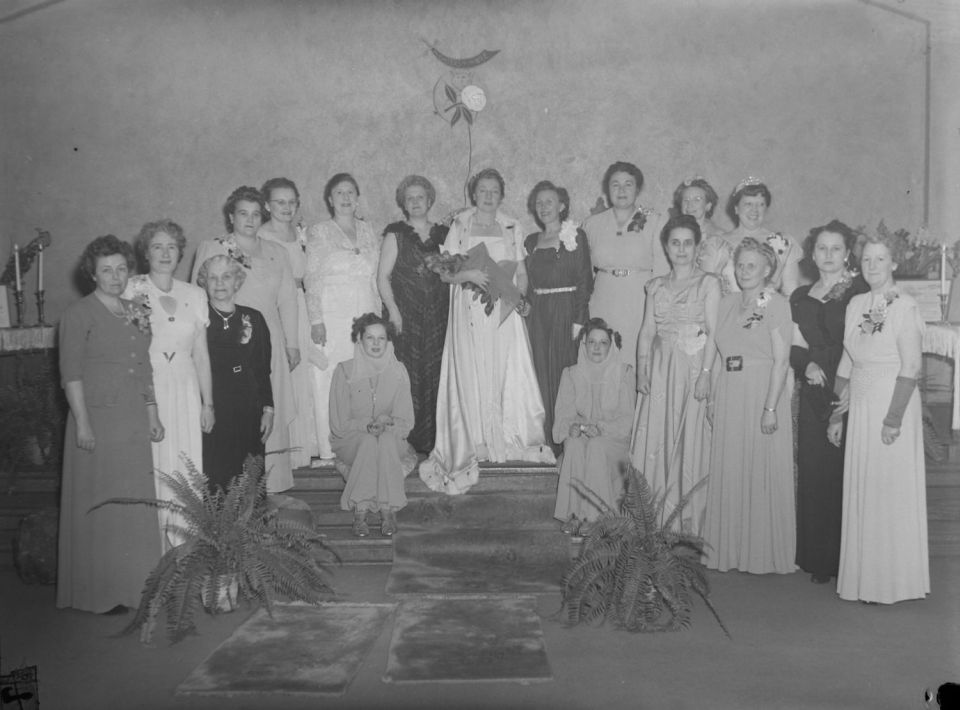
Les Filles del Nil a l'Hospital Shriner's de Mont-real en l'any 1948

Les Filles del Nil (en anglès nord-americà: Daughters of the Nile) admeten com a membre qualsevol dona de 18 anys o major, que tingui una relació familiar amb un Shriner o amb un mestre maçó, ja sigui per naixement, matrimoni o adopció.
Les Filles del Nil tenen uns locals anomenats temples. L'orde de les Filles del Nil va ser fundada el 1913 a Seattle, Washington. Entre els membres de les Filles del Nil estava la primera dama dels Estats Units, Florence Harding, esposa de l'expresident dels Estats Units, Warren Gamaliel Harding.

#### Ladies Oriental Shrine of North America
Ladies Oriental Shrine of North America (L.O.S. of N.A.) va ser fundada el 1903 a Wheeling (Virgínia de l'Oest). L'organització admet com a membre qualsevol dona de 18 anys o major, que tingui una relació familiar amb un Shriner o amb un mestre maçó, ja sigui per naixement, matrimoni o adopció.

#### Shrine Guilds of America
L'associació Shrine Guilds of America va ser fundada el 1947, i actualment té uns catorze centres, la major part d'aquests centres anomenats guilds estan als estats d'Indiana i Florida. Shrine Guilds of America admet com a membres solament les esposes i vídues dels Shriners.

### Desfilades

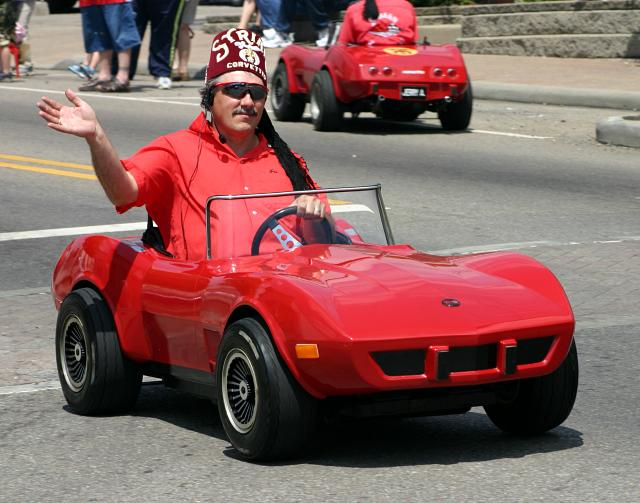
Un Shriner conduint un automòbil en miniatura.

Els Shriners habitualment participen en desfilades locals, moltes vegades condueixen vehicles en miniatura, tals com automòbils, camions, motocicletes, etc, i van vestits amb un barret anomenat fes, una peça que havia estat una vestimenta típica de l'Imperi Otomà, van acompanyats de tambors, motociclistes, i bandes de música. Els Shriners són els patrocinadors d'un circ per als nens, anomenat Shrine Circus.

### Servei comunitari i caritat

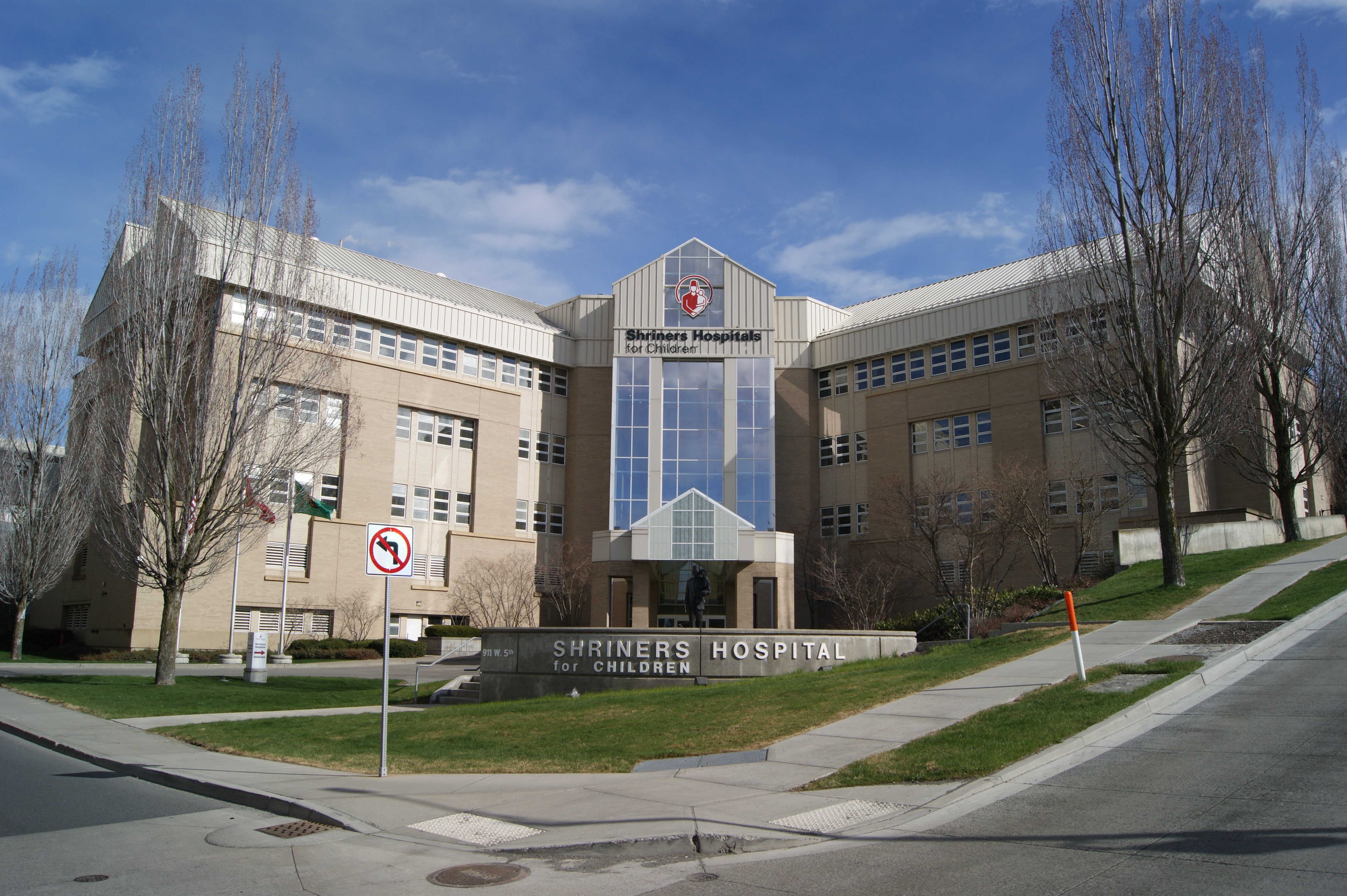
Hospital Shriners per a nens a Spokane, Washington.

Els Shriners ofereixen serveis a la comunitat i han engegat diversos projectes als Estats Units. L'orde organitza un partit de futbol americà universitari, el East-West Shrine Game.
La fraternitat es reuneix una vegada a l'any, per celebrar la sessió del consell imperial, en alguna ciutat de l'Amèrica del Nord. És comú que a aquestes reunions assisteixin almenys 20.000 participants o més, la qual cosa genera un alt nivell d'ingressos per a l'economia local.
La branca benèfica dels Shriners són els Hospitals Shriners per a nens, una xarxa de 22 hospitals que estan situats als Estats Units, Mèxic i el Canadà. Van ser construïts per tractar les víctimes joves de la poliomielitis, però una vegada que la malaltia va ser controlada, van decidir continuar amb el seu servei.
Els hospitals ara inclouen gairebé totes les especialitats pediàtriques, particularment; l'ortopèdia, el tractament de les cremades, el llavi leporí i la fissura palatina, auxiliant en casos de malalties i en accidents. La institució ha estat pionera desenvolupant nous tractaments.
No cal pagar cap despesa pels serveis de tractament, cirurgia, o pels aparells utilitzats per a la rehabilitació del pacient. No es discrimina cap pacient per motius racials, econòmics o religiosos. El pacient ha de tenir menys de 18 anys i estar malalt. Els temples Shriner, sovint ofereixen transport gratuït fins a l'hospital més proper. L'any 2002, va fer la seva aparició una mascota anomenada Fez Head Fred.